# La mummia (film 1999)
La mummia (The Mummy) è un film d'avventura del 1999 scritto e diretto da Stephen Sommers. Remake dell'omonimo film del 1932, è interpretato da Brendan Fraser, Rachel Weisz, John Hannah, Kevin J. O'Connor e Arnold Vosloo.
Il film mostra l'avventuriero Rick O'Connell mentre si reca ad Hamunaptra, la Città dei Morti, insieme alla bibliotecaria Evelyn Carnahan ed al fratello. Là viene risvegliato accidentalmente Imhotep, un sommo sacerdote maledetto dotato di poteri soprannaturali.
Nonostante le recensioni contrastanti della critica, La mummia è stato un successo commerciale e ha incassato oltre 416,4 milioni di dollari in tutto il mondo a fronte di un budget di produzione di 80 milioni. 
Il successo del film ne ha fatto il capostipite di una trilogia omonima, avendo generato due sequel diretti, La mummia - Il ritorno (2001) e La mummia - La tomba dell'Imperatore Dragone (2008). Ha anche portato a spin-off come una serie animata e un prequel, Il Re Scorpione (2002), che ha avuto a sua volta alcuni sequel. I tentativi di riavviare la proprietà e dare il via a un nuovo media franchise hanno portato a un film omonimo, uscito nel 2017.

## Trama
Antico Egitto, 1279 a.C. L'alto sacerdote Imhotep ha una relazione segreta con Anck-su-Namun, amante favorita del faraone Seti I. Quando il faraone scopre il loro tradimento, i due lo uccidono e la donna si suicida per permettere a Imhotep di fuggire, certa che, in seguito, la farà resuscitare. Dopo la sepoltura di Anck-su-Namun, Imhotep penetra nella sua tomba trafugandone il corpo ed i vasi canopi che contengono gli organi vitali. Insieme ai suoi sacerdoti attraversa il deserto fino a Hamunaptra, la città dei morti, dove inizia a celebrare il rito di resurrezione. Prima che questo venga completato viene fermato dalle guardie di Seti e l'anima di Anck-su-Namun, a causa del rituale non completato, viene rimandata nell'Oltretomba. Per la profanazione compiuta, i sacerdoti di Imhotep vengono mummificati vivi, mentre ad Imhotep viene imposta la maledizione dello Hom Dai: la lingua gli viene tagliata, per il sacrilegio di avere pronunciato il rituale di resurrezione dell'amata, e viene seppellito vivo assieme ad innumerevoli scarabei carnivori. Il rituale Hom Dai obbliga il condannato a vivere in agonia per l'eternità. Imhotep viene seppellito con ogni precauzione, imprigionato in un sarcofago sotto la statua del dio Anubi, e sorvegliato nei secoli successivi dai Medjai, i discendenti delle guardie del faraone. Se Imhotep venisse sottratto ai vincoli eterni della sua pena, tornando sulla Terra come un non-morto, causerebbe morte e distruzione ovunque tramite le dieci piaghe d'Egitto.
Il Cairo, 1926. Alla bibliotecaria e aspirante egittologa Evelyn Carnahan viene presentato un elaborato cofanetto rinvenuto dal fratello Jonathan a Tebe, contenente una antichissima mappa. Dopo avere scoperto che la mappa porta alla leggendaria città di Hamunaptra, Jonathan confessa di averla rubata ad un avventuriero, ex ufficiale della Legione straniera francese, di nome Rick O'Connell, al momento in prigione. Interrogato da Evelyn, O'Connell ammette di conoscere la localizzazione della città perché la sua unità, nel 1923, aveva raggiunto la città, ma era stata sterminata dai tuareg. Rick stringe un patto con Evelyn per portarla ad Hamunaptra in cambio della scarcerazione. Durante il viaggio il gruppo incontra una banda di cercatori di tesori senza scrupoli guidata dall'egittologo Allen Chamberlain.
La loro guida è Benit Gabor, un malfido ex-sottoposto di O'Connell, che conosce a sua volta l'ubicazione della città perduta. Poco dopo avere raggiunto Hamunaptra entrambi i gruppi vengono attaccati dai Medjai, guidati da un uomo di nome Ardeth Bay, che li avvertono del male nascosto nella città. Ignorando l'avvertimento, le due spedizioni continuano gli scavi. Evelyn cerca il Libro di Amon-Ra, forgiato in oro puro e contenente un'antica saggezza, ma invece si imbatte nel sarcofago di Imhotep. La squadra degli americani, Burns, Henderson e Daniels invece, scopre alla base della grande statua di Anubi una cassa contenente il Libro dei morti e i vasi canopi contenenti gli organi preservati di Anck-su-Namun. Nella notte, Evelyn sottrae il Libro dei Morti dalla tenda degli americani e ne legge ad alta voce le pagine, risvegliando accidentalmente Imhotep e scatenando le piaghe d'Egitto. Tutti si rifugiano nei cunicoli di Hamunaptra per salvarsi dall'assalto di un enorme sciame di cavallette ma Burns viene aggredito da imhotep che gli strappa gli occhi e la lingua per rigenerare le sue membra orribilmente putrefatte. 
Entrambi i gruppi tornano al Cairo, mentre la mummia di Imhotep, aiutata dal malvagio Benit, dà la caccia agli americani che hanno aperto la cassa maledetta contenente i vasi canopi ed il Libro dei Morti. Il trattamento riservato ai profanatori dei resti dell'amata è analogo a quello riservato al povero Burns. Le piaghe d'Egitto si abbattono intanto sul Cairo. Imhotep dopo avere eliminato Burns, prosciugandone la vita, Chamberlain e Henderson, che era incaricato di proteggere Evelyn in un forte militare, si introduce nella stanza di Evelyn per mettersi in contatto con essa, perché la considera la reincarnazione di Anck-su-Namun. Tuttavia un gatto lo spaventa e lo fa fuggire, perché i gatti, come guardiani dell'Oltretomba, sono temuti da Imhotep, non ancora totalmente rigenerato.
Il direttore del museo presso cui Evelyn lavora, il Dr. Terrence Bey, si rivela essere a conoscenza dell'esistenza dei Medjai, e quindi alleato del loro capo, Ardeth Bay. Evelyn ipotizza che, se il Libro dei Morti ha riportato in vita Imhotep, il Libro di Amon-Ra potrà ucciderlo ancora una volta. In quel momento la popolazione del Cairo, ipnotizzata da Imothep, irrompe nel museo. Evelyn viene rapita e Imhotep, intenzionato a sacrificarla per resuscitare Anck-su-Namun, la riporta a Hamunaptra, inseguito da O'Connell, Jonathan e Ardeth Bay. Evelyn, salvata dopo uno scontro con le mummie al servizio di Imhotep, finalmente riesce a leggere il Libro di Amon-Ra e a pronunciare l'incantesimo che rende vulnerabile Imhotep. O'Connell può così trafiggerlo, e Imhotep muore decomponendosi in una vasca ribollente di anime. Nel frattempo Benit, tutto dedito a saccheggiare i tesori della città dei morti, attiva accidentalmente un'antica trappola che innesca la distruzione di Hamunaptra. O'Connell, Evelyn e Jonathan riescono a fuggire, ma Benit rimane intrappolato e viene circondato da un enorme sciame di scarabei carnivori che lo divorano. Evelyn, Rick e Jonathan si congedano dal capo dei Medjai, anch'egli sopravvissuto alla battaglia, e si avviano verso il Cairo sui dromedari carichi dei monili trafugati da Benit.

## Produzione
Il film è il remake de La mummia (1932), diretto da Karl Freund nel 1932 e con Boris Karloff nel ruolo di Imhotep. Il nome di Ardeth Bey nel film di Karl Freund era lo pseudonimo usato da Imhotep, qui è il nome del comandante degli Horas.
Il film è stato girato fra l'Arizona, il Marocco, l'Egitto e l'Inghilterra, nelle seguenti località:
- Glen Canyon;
- Jamaa el Fna, a Marrakech;
- Ait-Ben-Haddou;
- il vulcano spento di Dormant, ad Erfoud (per le scene di Hamunaptra);
- Ouarzazate;
- Jebel Musa;
- il porto di Chatham, nel Kent (per le scene del porto di Giza);
- Frensham Ponds a Farnham, nel Surrey (per alcune scene sul Nilo);
- Londra;
- alle Torri di Mentmore, nel Buckinghamshire (per le scene interne del museo);
- negli Shepperton Studios;
- alla Royal Naval Base di Chatham.

## Accoglienza

### Incassi
La mummia è stato il film numero uno degli Stati Uniti e Canada nel suo weekend di apertura, incassando 43 milioni di dollari in 3.210 sale. Il suo risultato nel fine settimana è stato la più alta apertura di maggio non festiva e la nona più grande apertura di tutti i tempi. Il film è poi passato al secondo posto dietro Star Wars: Episodio I - La minaccia fantasma. La mummia ha incassato oltre 155 milioni di dollari negli Stati Uniti e in Canada e 261 milioni a livello internazionale, incassando oltre 416 milioni di dollari in tutto il mondo. In Italia il film ha incassato 10.680.651 euro.

### Critica
Il film ha avuto recensioni miste da parte della critica. Su Rotten Tomatoes ha un indice di gradimento del 60%, basato su 101 recensioni, con una valutazione media di 5,9 su 10. Su Metacritic ha un punteggio di 48 su 100, basato su 34 critici, indicando recensioni contrastanti o nella media.
Roger Ebert del Chicago Sun-Times ha dato al film una recensione positiva, scrivendo: "Non c'è quasi niente che possa dire a suo favore, tranne che sono stato rallegrato da quasi ogni minuto. Non posso sostenere la sceneggiatura, la regia, la recitazione o anche la mummia, ma posso dire che non mi annoiavo e a volte ero irragionevolmente contento". Critici come Owen Gleiberman di Entertainment Weekly, Stephen Holden del New York Times e Kenneth Turan del Los Angeles Times sono stati d'accordo con la valutazione del film come uno spensierato divertimento per il pubblico.
Meno positivamente, Keith Phipps di The A.V. Club ha scritto che il tentativo di creare un grande film d'azione ispirato a Indiana Jones è stato "forzato" e il risultato finale è stato insoddisfacente. Altre recensioni si sono lamentate di una trama imbottita o di elementi riciclati da film migliori. I critici che hanno confrontato il film con l'originale del 1932 a volte hanno preferito l'attenzione dell'originale sull'atmosfera e sul terrore, anche se altri hanno accolto con favore il passaggio a un film più energico in stile Indiana Jones.
Gli effetti speciali sono stati generalmente elogiati, in particolare la creatura del titolo. I critici generalmente hanno elogiato la recitazione, con Haflidason che ha scritto che gli sforzi del cast hanno venduto materiale che altrimenti sarebbe stato scadente. David Hunter di The Hollywood Reporter ha scritto che tutti gli attori sono riusciti a tenere testa agli effetti speciali, anche se pensava che Vosloo fosse stato in gran parte sprecato dopo che Imhotep si era rigenerato e che la sceneggiatura gli avesse dato poco da fare. Recensioni di British Film Institute e The A.V. Club hanno scritto che il film caratterizzava in modo discutibile i ruoli etnici e occasionalmente spacciava stereotipi sugli arabi.
I critici hanno scritto che il ruolo di O'Connell da parte di Fraser ha stabilito un nuovo modello per gli eroi d'azione, che altri film avrebbero imitato negli anni successivi e che anche Evelyn fosse un personaggio autorizzato a liberarsi dal tradizionale ruolo di damigella in pericolo.

## Colonna sonora
La colonna sonora è stata composta da Jerry Goldsmith e ha vinto il premio FMCJ, al IMFCA Award del 1999, come miglior colonna sonora dell'anno.
1. Imhotep – 4:19
2. The Sarcophagus – 2:17
3. Tuareg Attack – 2:24
4. Giza Port – 2:02
5. Night Boarders – 4:09
6. The Caravan – 2:52
7. Camel Race – 3:27
8. The Crypt – 2:27
9. Mumia Attack – 2:20
10. Discoveries – 3:41
11. My Favourite Plague – 3:59
12. Crowd Control – 3:13
13. Rebirth – 8:33
14. The Mummy – 6:20
15. The Sand Volcano – 5:43

## Sequel
La pellicola fa parte di una trilogia che comprende La mummia - Il ritorno (2001) e La mummia - La tomba dell'Imperatore Dragone (2008). Il secondo film ha inoltre avuto uno spin-off, Il Re Scorpione, che a sua volta ha generato un prequel, Il Re Scorpione 2 - Il destino di un guerriero, e i tre sequel, Il Re Scorpione 3 - La battaglia finale, Il Re Scorpione 4 - La conquista del potere e l'ultimo Il Re Scorpione 5 - Il libro delle anime.

## Reboot
Nel 2017 è uscito un reboot omonimo diretto da Alex Kurtzman.

## Riconoscimenti
- 2000 - Premio Oscar
  - Candidatura al miglior sonoro a Leslie Shatz, Chris Carpenter, Rick Kline e Chris Munro
- 2000 - Premio BAFTA
  - Candidatura ai migliori effetti speciali a John Andrew Berton Jr., Daniel Jeannette, Ben Snow e Chris Corbould
- 2000 - Saturn Award
  - Miglior trucco a Nick Dudman e Aileen Seaton
  - Candidaturaal miglior film fantasy
  - Candidatura alla migliore regia a Stephen Sommers
  - Candidatura al miglior attore protagonista a Brendan Fraser
  - Candidatura alla miglior attrice protagonista a Rachel Weisz
  - Candidatura alla migliore sceneggiatura a Stephen Sommers
  - Candidatura ai migliori costumi a John Bloomfield
  - Candidatura alla miglior colonna sonora a Jerry Goldsmith
  - Candidatura ai migliori effetti speciali a John Andrew Berton Jr., Daniel Jeannette, Ben Snow e Chris Corbould
- 2000 - Las Vegas Film Critics Society Award
  - Candidatura ai migliori effetti speciali a John Andrew Berton Jr., Daniel Jeannette, Ben Snow e Chris Corbould

- 2000 - MTV Movie Award
  - Candidatura alla miglior sequenza d'azione (La sequenza del mostro di sabbia)
- 2000 - Golden Reel Award
  - Miglior montaggio sonoro a Leslie Shatz, Jonathan Klein, Richard Burton, Thom Brennan e Mark Pappas
- 2000 - Satellite Award
  - Candidatura ai migliori effetti speciali a John Andrew Berton Jr., Daniel Jeannette, Ben Snow e Chris Corbould
- 2000 - BMI Film & TV Award
  - Miglior colonna sonora a Jerry Goldsmith
- 1999 - Blockbuster Entertainment Awards
  - Candidatura al miglior attore a Brendan Fraser
  - Candidatura alla miglior attrice a Rachel Weisz
  - Candidatura al miglior attore non protagonista a John Hannah
  - Candidatura al miglior cattivo a Arnold Vosloo
- 1999 - Bogey Award
  - Bogey Award in Oro
- 2000 - Csapnivalo Award
  - Candidatura al peggior Film